# Гарнея (станция)
Гарнея́ — промежуточная железнодорожная станция 5-го класса Санкт-Петербург-Витебского региона Октябрьской железной дороги. Западная часть станции находится в городском поселении Сосновый Бор, восточная — в городском поселении Себеж Себежского района Псковской области. Расположена на 625-м километре железнодорожной линии Москва — Рига. Открыта не позже 1955 года.

## История
Известно, что до Великой Отечественной войны станции не существовало. Открытие станции связано со строительством базы хранения ядерных боеприпасов в местных лесах.
О происхождении названия доподлинно неизвестно, вероятно оно связано со словом «горний». В пользу этой теории гласит то, что на некоторых картах станция обозначена как Горнея, однако подобное написание ошибочно.
Станция была открыта на однопутном перегоне Себеж — Посинь Калининской железной дороги (обозначена на карте 1955 года как остановочный пункт).
22 августа 1944 года Указом Президиума Верховного Совета СССР была образована Великолукская область (вместо Калининской, ныне Тверская), в состав которой вошли Себеж и Себежский район. Указом Президиума Верховного Совета РСФСР от 2 октября 1957 года эта область была упразднена, а Себеж и Себежский район отошли к Псковской области[страница не указана 1403 дня].
В 1961 году Калининская железная дорога была расформирована. Станция Гарнея была передана в управление Октябрьской железной дороге.
В 70-80 гг. прошлого столетия существовала линия на закрытый город Себеж-5 и Сосновый Бор (на некоторых картах обозначен как карьер).
На станции в послевоенное время и до современного состояния останавливались поезда в основном сообщением Рига — Москва, а также в другие города РСФСР.
Согласно указателю железнодорожных пассажирских сообщений (МПС, — 1986 год), остановки по станции Гарнея осуществляли следующие поезда:
| № поезда | Пункт отправления | Пункт назначения | Прибытие | Стоянка (мин) | Отправление | Остановки (по станциям) |
| -------- | ----------------- | ---------------- | -------- | ------------- | ----------- | --- |
| 186      | Рига              | Москва           | 2:56     | 1             | 2:57        | до ст. Волоколамск везде, кроме: Гущино, Воробецкая, далее без остановок |
| 605      | Себеж             | Рига             | 4:51     | 7             | 4:58        | до Айзкраукле везде, кроме: Озолсала, далее Огре |
| 688      | Рига              | Себеж            | 6:19     | 1             | 6:20        | без остановок |
| 393      | Москва            | Рига             | 7:05     | 1             | 7:06        | до ст. Крустпилс везде, далее Плявиняс, Айзкраукле, Огре |
| 687      | Себеж             | Рига             | 14:40    | 1             | 14:41       | до Айзкраукле везде, далее Огре |
| 394      | Рига              | Москва           | 15:10    | 1             | 15:11       | до ст. Волоколамск везде, кроме: Гущино, Воробецкая, Сердце, Русаново, Барсово, Улин, Замошье, Подсосенка, Паникля, Ильмановка, Махерово, Лошаки, Муравьёво, Бартенево, Погорелое Городище, далее без остановок |
| 185      | Москва            | Рига             | 15:03    | 12            | 15:15       | до ст. Юмправа везде, кроме: ст. Алотене, далее Огре |
| 606      | Рига              | Себеж            | 20:52    | 1             | 20:53       | без остановок |

В это же время без остановок по станции проходили следующие поезда: № 1/2 «Латвия», № 3/4 «Юрмала» и скорый № 31/32 с аналогичным сообщением: Москва — Рига — Москва.

## Современное состояние
В связи с распадом Советского Союза и стабильного ухудшения политических и экономических отношений с Латвийской Республикой по участку Новосокольники — Посинь пассажирское и грузовое движение по станции значительно сократилось.
В постсоветский период остановки всем поездам дальнего следования были отменены. Пригородные поезда № 6501/6502 и № 6505/6506 в различные времена производят стоянку с переменной периодичностью. С 2012 года пригородное сообщение полностью отменено (укорочено до Себежа). По некоторым данным, для проезда до станции Гарнея был необходим специальный пропуск в пограничную зону, несмотря на то, что станция в неё не входит.
Расписание пригородных поездов по станции Гарнея по состоянию на 3 июня 2012 года:
| № поезда | Пункт отправления | Пункт прибытия | Прибытие | Стоянка (мин) | Отправление | Остановки     |
| -------- | ----------------- | -------------- | -------- | ------------- | ----------- | ------------- |
| 6501     | Великие Луки      | Посинь         | 13:23    | 1             | 13:24       | без остановок |
| 6502     | Посинь            | Великие Луки   | 14:42    | 1             | 14:43       | везде         |

С 2015 года была отменена последняя останавливающаяся пара пригородных поездов № 6505/6506 Великие Луки — Себеж.
По состоянию на февраль 2018 года без остановки по станции следовал только один пассажирский поезд, сообщением Москва — Рига (с вагонами беспересадочного сообщения Санкт-Петербург — Рига). С 16 марта 2020 года в связи с распространением коронавирусной инфекции движение единственного поезда было прекращено по инициативе латвийской стороны, так как поезд № 1/2 «Latvijas Ekspresis» принадлежал частному латвийскому перевозчику.
Таким образом, пассажирское железнодорожное сообщение по станции Гарнея по состоянию на октябрь 2020 года полностью отсутствует.
На станции 4 пути, продолжением пути № 2 на запад является ветка на Себеж-5 (далее уходит на юг), по состоянию на ноябрь 2017 года — полностью разобрана. Перегоны к соседней станции Себеж (в сторону Москвы) и разъезду Посинь (в сторону Риги) оборудованы полуавтоматической блокировкой СЦБ. Станция находится на обслуживании ПЧ-45 (Новосокольническая) и ШЧ-23 (Великолукская) структурных подразделений Октябрьской железной дороги. Движение грузовых поездов осуществляется в основном по маршрутам Россия — Вентспилс (реже Рига). Электрификация по станции отсутствует. Билетные кассы также отсутствуют.
Станция оборудована одной низкой боковой платформой, расположенной вместе с вокзалом с северной стороны станции (путь № 3). Находится в кривой малого радиуса, подобно неподалёку расположенной станции Заваруйка. Несмотря на то, что станция расположена вне пограничной зоны Российской Федерации (в отличие от соседнего разъезда Посинь), станция принимает активное участие в содействии с пограничной службой ФСБ России.

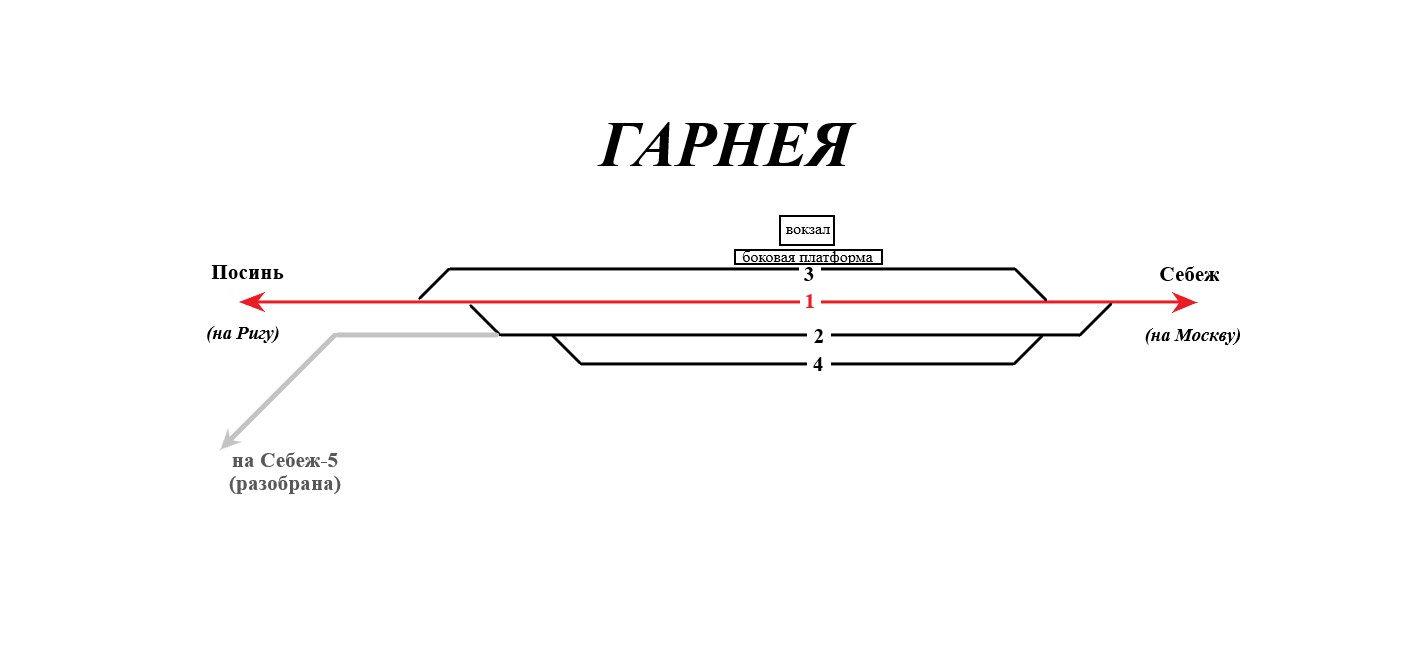
Схематический план станции

## Галерея

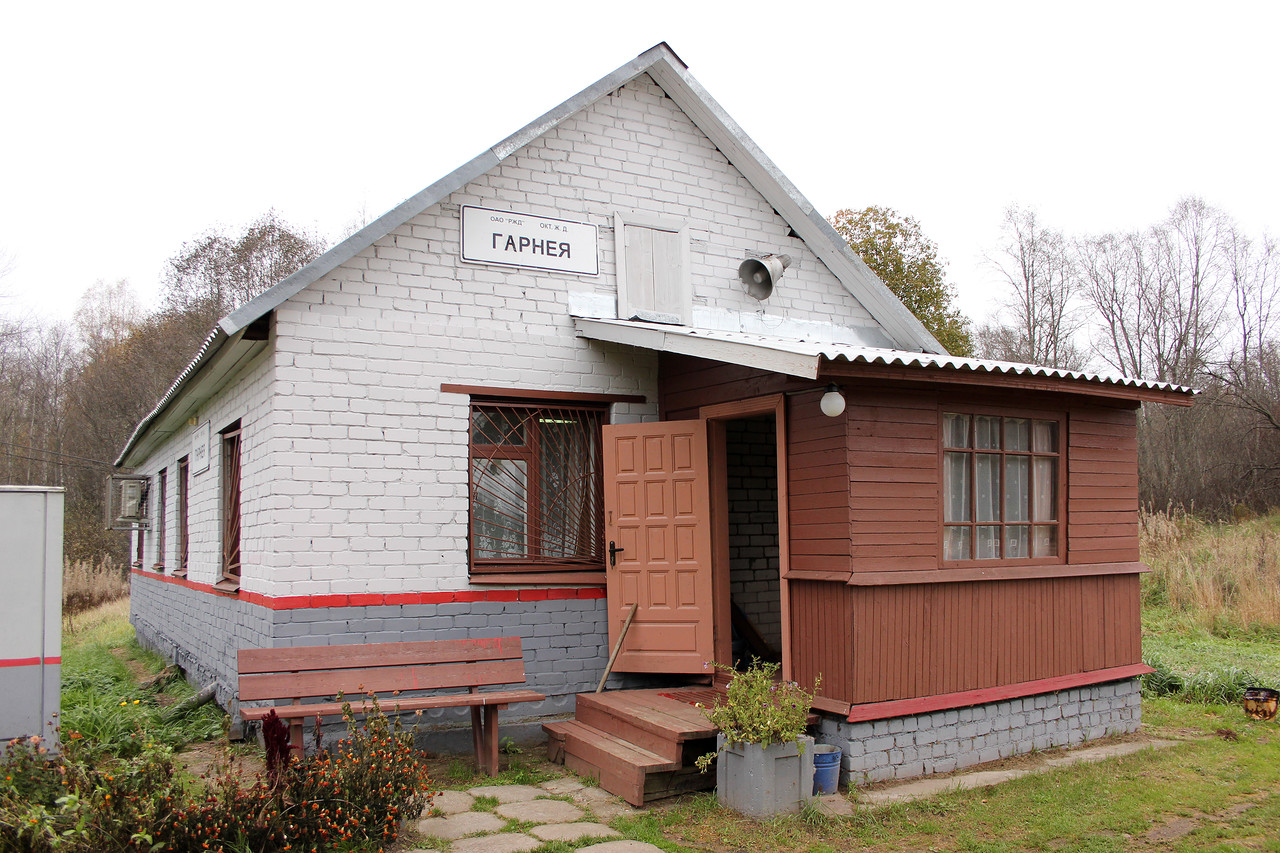
Вокзал станции Гарнея, октябрь 2016 г.
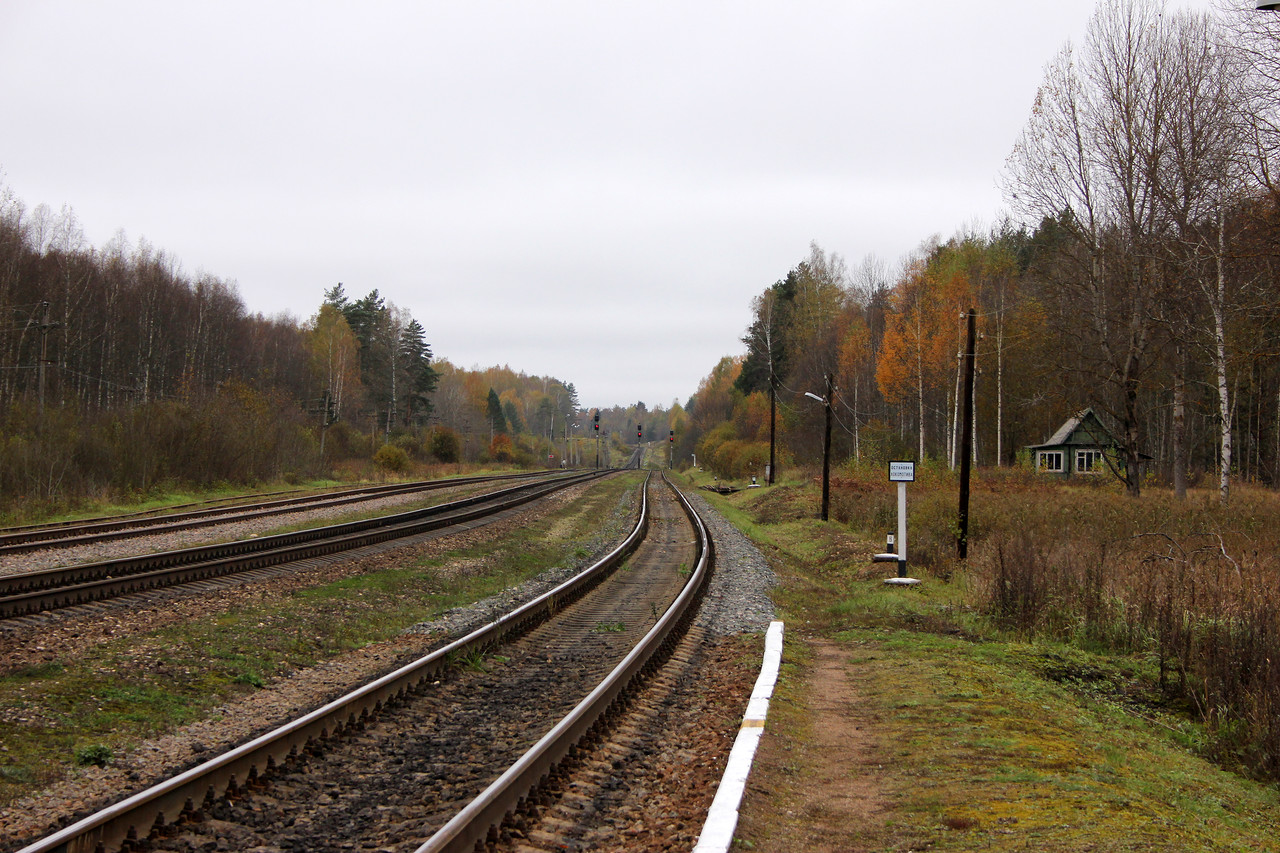
Станция Гарнея, вид на Посинь, октябрь 2016 г.
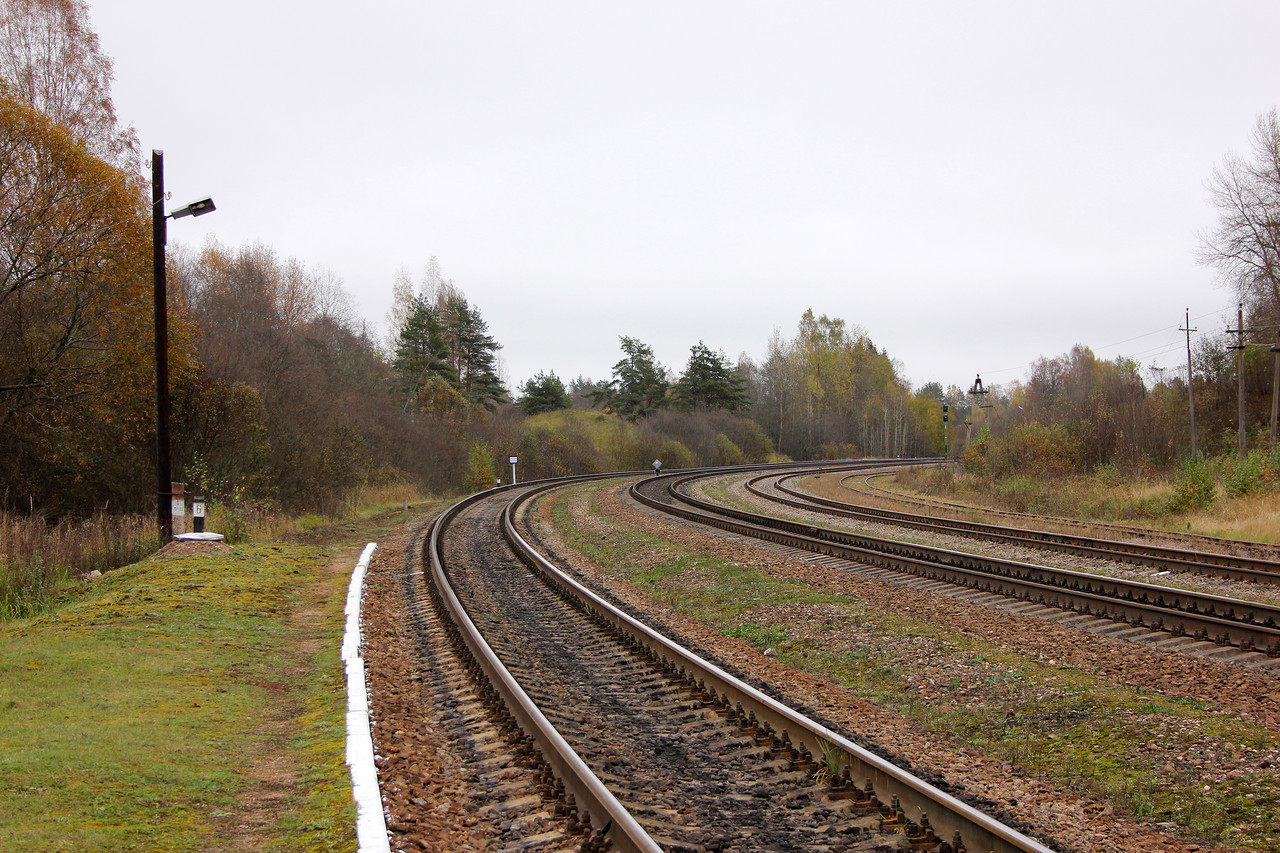
Станция Гарнея, вид на Себеж, октябрь 2016 г.